# Ulrike Maier
Ulrike Maier detta Ulli (Rauris, 22 ottobre 1967 – Murnau am Staffelsee, 29 gennaio 1994) è stata una sciatrice alpina austriaca.
Campionessa del mondo nel supergigante a Vail 1989 e a Saalbach-Hinterglemm 1991, morì in un incidente di gara sulla pista Kandahar di Garmisch-Partenkirchen.

## Carriera

### Stagioni 1984-1991
Ulrike Maier ottenne i primi successi in carriera durante la stagione 1983-1984 di Coppa Europa, durante la quale vinse la classifica di slalom speciale e chiuse al 2º posto in quella generale. Il 9 dicembre 1984 colse il primo piazzamento di rilievo in Coppa del Mondo, arrivando 14ª nella combinata di Davos, e il 30 novembre 1987 ottenne sulle nevi di Courmayeur il primo podio nel circuito, giungendo 3ª in slalom speciale alle spalle delle connazionali Anita Wachter e Ida Ladstätter.
Nel 1988 fu convocata per i XV Giochi olimpici invernali di Calgary 1988, sua prima presenza olimpica, giungendo 6ª nello slalom gigante e 10ª nello slalom speciale, in due gare vinte dalla svizzera Vreni Schneider; non completò invece la combinata. L'anno dopo ai Mondiali di Vail 1989, suo esordio iridato, si aggiudicò la medaglia d'oro nel supergigante e si classificò 8ª nello slalom gigante e 6ª nella combinata. Due anni più tardi, ai Mondiali di Saalbach-Hinterglemm 1991, bissò il successo nel supergigante, riuscendo anche a vincere la medaglia d'argento nello slalom gigante.

### Stagioni 1992-1994
Ai XVI Giochi olimpici invernali di Albertville 1992, sua ultima presenza olimpica, si classificò 5ª nel supergigante, 4ª nello slalom gigante (a 6 centesimi di distacco dalla Wachter e dalla statunitense Diann Roffe, seconde a pari merito) e non completò la combinata. Il 28 novembre 1992 salì per la prima volta sul gradino più alto del podio in Coppa del Mondo nello slalom gigante di Park City; partecipò quindi ai Mondiali di Morioka 1993, sua ultima presenza iridata, piazzandosi al 14º posto nel supergigante e al 15º nello slalom gigante, e quell'anno in Coppa del Mondo fu 2ª nella classifica di supergigante staccata di 15 punti dalla vincitrice, la tedesca Katja Seizinger.
Il 21 gennaio 1994 colse a Maribor la sua ultima vittoria in Coppa del Mondo, nonché ultimo piazzamento, in slalom gigante. Per via di un calo fisico che l'aveva penalizzata sia in Coppa del Mondo sia ai Mondiali a Morioka, aveva fatto intendere un suo ritiro dopo la stagione 1994, ma le brillanti vittorie ottenute negli ultimi mesi avevano però portato la Maier a un ripensamento: pochi giorni prima della gara di Garmisch-Partenkirchen che le sarebbe stata fatale l'atleta di Rauris aveva manifestato alle compagne di squadra l'intenzione di continuare almeno fino ai Mondiali della Sierra Nevada in programma per il 1995.

### L'incidente mortale

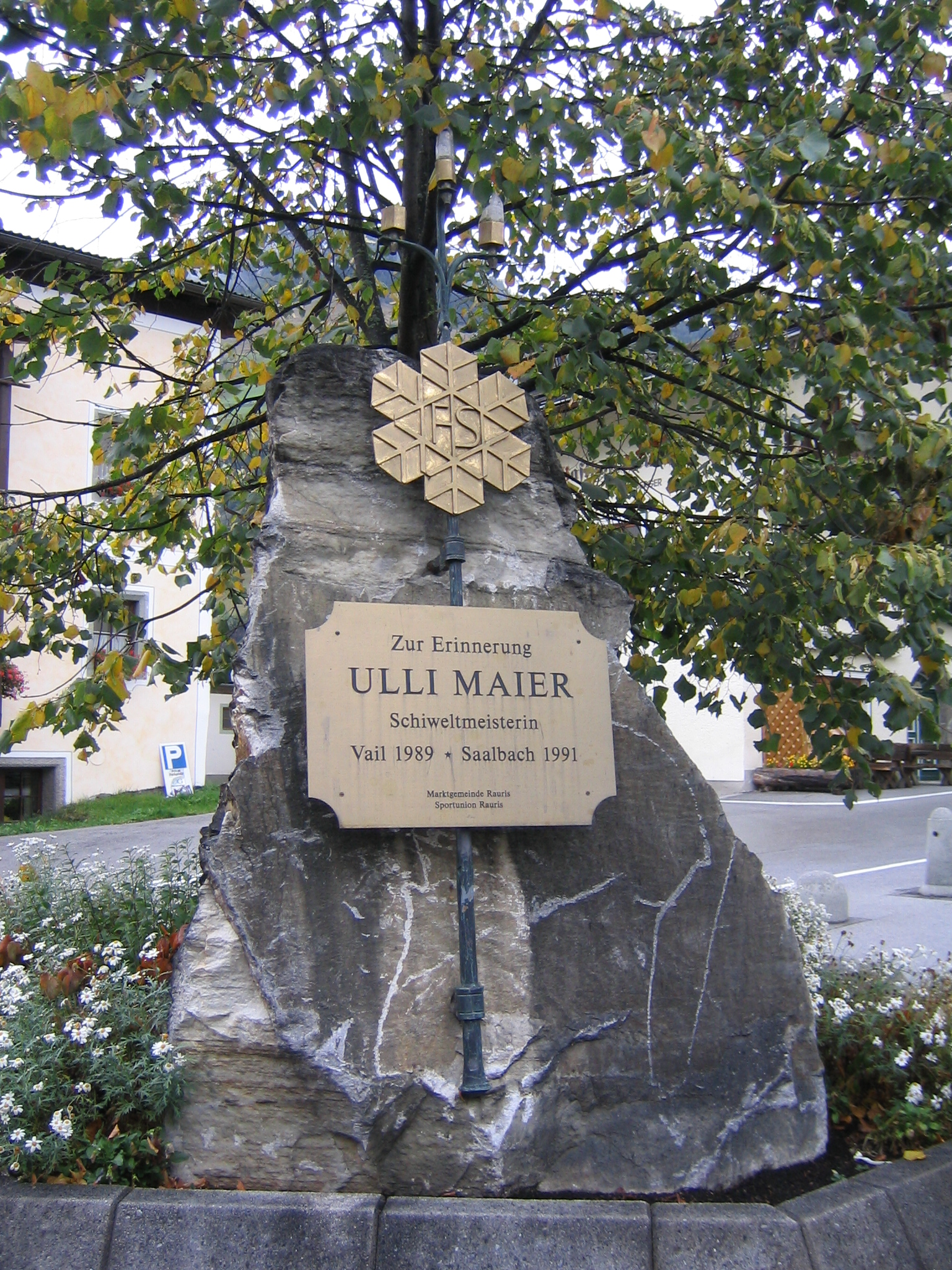
Il monumento a Ulrike Maier a Rauris

Il 29 gennaio si tenne sulla pista Kandahar di Garmisch-Partenkirchen la discesa libera valida per la Coppa del Mondo 1993-1994. Durante la sua prova la Maier, giunta ormai nel tratto finale della pista a una velocità superiore ai 105 km/h, cadde e scivolò verso il bordo del tracciato, sbattendo violentemente contro un mucchio di neve e un paletto che reggeva la fotocellula del cronometro. L'impatto fu talmente violento che la sciatrice perse il casco; il suo corpo ormai esanime venne rimbalzato verso centro pista, continuando a scivolare per una decina di metri. I soccorsi furono immediati, ma vani: a causa della rottura delle vertebre cervicali morì poco dopo esser stata trasportata all'ospedale di Murnau am Staffelsee. 
Fu seppellita nel cimitero del paese natale, Rauris. Nei mesi successivi alla morte i familiari citarono in giudizio l'organizzazione della corsa, visto che l'esito fatale dell'incidente sembrava imputabile all'impatto del collo dell'atleta con le protezioni della fotocellula; il giudizio della corte legò tuttavia il decesso principalmente all'impatto con il cumulo di neve a bordo pista, scagionando gli organizzatori da ogni colpa.

### Altre attività
La Maier, che aveva conquistato complessivamente venti podi di Coppa del Mondo in carriera, era famosa nell'ambiente dello sci oltre che per le vittorie anche perché madre di una bambina, che portava spesso alle gare (era presente sulle tribune anche in occasione dell'ultima vittoria della madre a Maribor, pochi giorni prima della tragedia) e della quale era incinta di due mesi durante i vittoriosi Mondiali di Vail 1989; alla fine della stagione in cui avrebbe perso la vita si sarebbe ritirata per sposarsi con il padre della bambina Hubert Schweighofer, a sua volta sciatore alpino.

## Palmarès

### Mondiali
- 3 medaglie:
  - 2 ori (supergigante a Vail 1989; supergigante a Saalbach-Hinterglemm 1991)
  - 1 argento (slalom gigante a Saalbach-Hinterglemm 1991)

### Coppa del Mondo
- Miglior piazzamento nella classifica generale: 5ª nel 1993
- 20 podi (8 in supergigante, 10 in slalom gigante, 1 in slalom speciale, 1 in combinata):
  - 5 vittorie (2 in supergigante, 3 in slalom gigante)
  - 9 secondi posti
  - 6 terzi posti

#### Coppa del Mondo - vittorie
| Data             | Località                | Paese       | Specialità |
| ---------------- | ----------------------- | ----------- | ---------- |
| 28 novembre 1992 | Park City               | Stati Uniti | GS         |
| 13 dicembre 1992 | Vail                    | Stati Uniti | SG         |
| 16 gennaio 1993  | Cortina d'Ampezzo       | Italia      | SG         |
| 27 novembre 1993 | Santa Caterina Valfurva | Italia      | GS         |
| 21 gennaio 1994  | Maribor                 | Slovenia    | GS         |

Legenda:

SG = supergigante

GS = slalom gigante

### Coppa Europa
- Miglior piazzamento nella classifica generale: 2ª nel 1984[1]
- Vincitrice della classifica di slalom speciale nel 1984[1]

### Campionati austriaci
- 4 medaglie[1]:
  - 1 oro (combinata nel 1992)
  - 2 argenti (slalom gigante nel 1986; slalom speciale nel 1992)
  - 1 bronzo (discesa libera nel 1986)

### Campionati austriaci juniores
- 7 medaglie[1]:
  - 1 oro (combinata nel 1984)
  - 2 argenti (slalom speciale, combinata nel 1985)
  - 4 bronzi (slalom gigante, slalom speciale nel 1984; discesa libera, slalom gigante nel 1985)